# Татищеве
Татищеве  — селище міського типу (з 1965) в Росії, муніципальне утворення у складі Татищевського району Саратовської області.
Населення — 7230 осіб.

## Географія
Селище розташоване на річці Ідолга (ліва притока річки Ведмедиця), в правобережжі Саратовської області, за 40 км на північний захід від Саратова.

## Історія
Населений пункт заснований в 1890 році. Статус селища міського типу — з 1965 року.
Основа нинішнього Татищево — селище Міщановка (вулиці Радянська, Червоноармійська, Аткарська, Жовтнева та Першотравнева), яке виникло в середині XIX століття на землях Саратовської міської управи, на землях саратовских міщан. Взявши в оренду у Саратовського муніципалітету землю в заплаві річки Ідолга, вони утворили селище «Міщановка» при Елшанському земельному суспільстві 4 землемірно-технічного району Саратовської губернії. Основним заняттям переселенців було землеробство. Перше поселення розміщувалося уздовж берега річки Ідолга і являло собою одну вулицю з 60 дворів (нині вул. Радянська).
Своє значення і розвиток Міщановка набула у зв'язку з будівництвом Рязано-Уральської залізниці в 70-х роках XIX сторіччя. (Ділянка РУЖД Козлов — Саратов введений в експлуатацію в 1871 році). Будівництво залізниці велося на кошти акціонерного товариства купців, зацікавлених в прискореному транспортуванні солі з озер Ельтон і Баскунчак, а також Саратовської пшениці.
На ділянці залізниці Козлов (Мічурінськ) — Саратов, біля села Міщановка була побудована станція Мариїнівка, на ім'я Мариїнської колонії вихованців (вихованців) Московського виховного будинку, що розташовувався в Миколаївському містечку] (нині село Жовтневе містечко). На місці сьогоднішнього залізничного вокзалу стояла двоповерхова будівля станції. Поблизу було побудовано 5 житлових будинків для залізничників. В 1908–1910 роках був побудований залізничний вокзал, будівля якого збереглося і працює, а навпаки — склади, куди купці звозили скуплене у селян зерно і сільгосппродукти. Першопоселенцями станції Мариїнівка були залізничники, які жили при станції, і грабарі (перевізники ґрунту на насип залізниці), їх поселення розташовувалося на нинішніх вулицях Лагерна і частини Залізничної.
В 1905 році відбулося перейменування станції з огляду на те, що на Донецькій залізниці виявилася однойменна станція, що створювало труднощі в доставці вантажів. Станції Мариїнівка наказом міністра шляхів сполучення було присвоєно ім'я Василя Микитовича Татіщева, видного вченого, історика, державного діяча часів Петра I. У той рік виповнилося 155 років з дня його смерті.
Паралельно розвитку станції Мариїнівка розросталося населення селища Міщановка, що розташовувалося по протилежній стороні від станції. На родючі чорноземні землі Саратовської губернії потягнулися міщани Смоленської, Рязанської, Московської губерній.
9 березня 1920 року загальний сход жителів Міщановки одноголосно ухвалив виділити селище Міщановку з Елшанського земельного товариства з правом організації сільської ради. Тоді в Міщановці було 67 дворів і жило в них 396 осіб.
1 серпня 1928 року на базі чотирьох волостей Саратовського і Аткарского повітів було утворено Татищевський район.
27 липня 1965 року змінився адміністративний статус, Татищеву було присвоєно статус робочого селища.

## Економіка
Провідною галуззю селища є сільське господарство, переважно тваринницького і птахівничого напряму.
Основні підприємства — птахофабрика і завод залізобетонних конструкцій.